# Kaschin-Mod-Klasse
Projekt 61MP, von der NATO als Kaschin-Mod-Klasse bezeichnet, ist eine Variante des Zerstörertyps Projekt 61, den die Sowjetunion ursprünglich zur U-Boot-Jagd entwickelt hatte. Anders als sein Vorgänger war Projekt 61MP zusätzlich für den Kampf gegen Überwasserschiffe mit Marschflugkörpern bewaffnet. Fünf Schiffe der Klasse wurden nach Indien exportiert, wo sie als Rajput-Klasse in der Indischen Marine noch heute im Einsatz sind.

## Geschichte

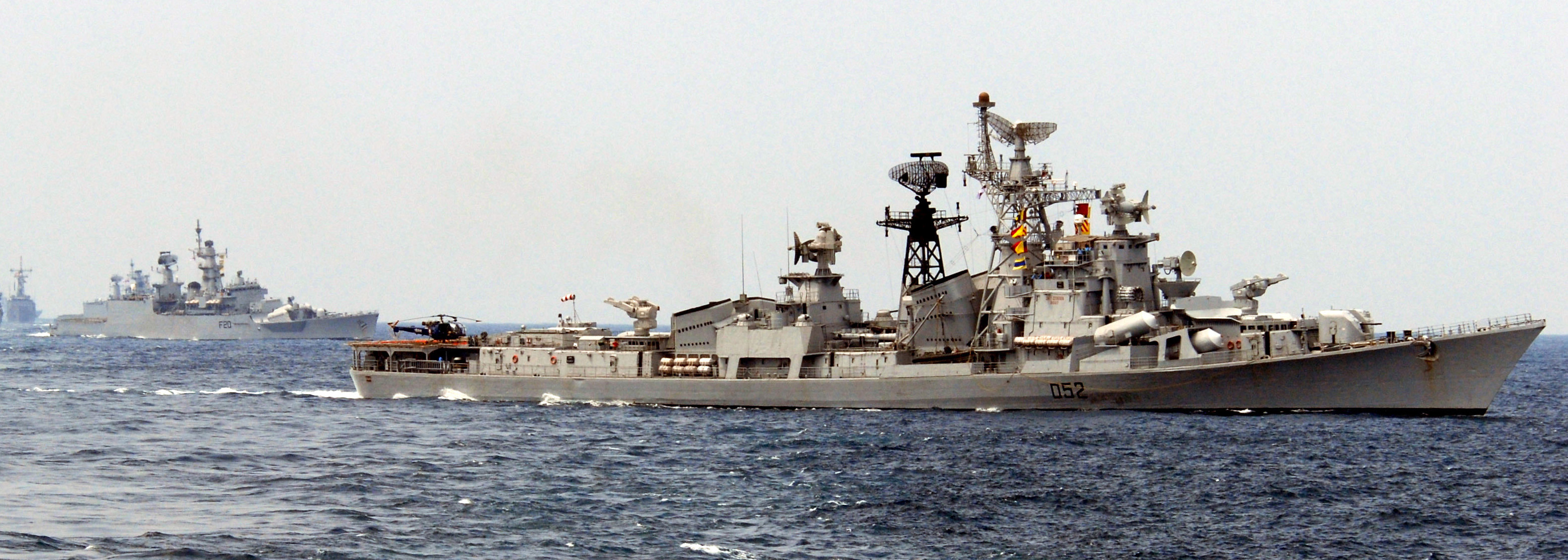
Die indische Rana im Jahr 2008. Anders als bei den Schiffen für die sowjetische Marine feuern die Raketenstartrohre hier über den Bug.

Bei fünf der elf gebauten Schiffe dieser Klasse handelt es sich nicht um Neubauten, sondern um modifizierte Schiffe der Kaschin-Klasse. Das erste Schiff wurde 1971 nach der Überholung als Kaschin-Mod an die Nordflotte übergeben. Weitere vier Schiffe wurden zwischen 1973 und 1981 überholt. 1973 wurde das erste „neue“ Schiff der Kaschin-Mod-Klasse in Dienst gestellt. Weitere fünf Schiffe wurden gebaut, vermutlich aber als eine nochmals modifizierte Variante (Projekt 61ME). Sie wurden jedoch noch während des Baus an Indien verkauft, wo sie kontinuierlich modernisiert wurden und bis heute als Rapjut-Klasse im Dienst stehen.

## Konstruktionsunterschiede

### Bewaffnung
Grundlegende Änderung war eine stärkere Anti-Schiff-Bewaffnung sowie die Installation eines wirkungsvollen CIWS gegen anfliegende Flugkörper. Für die Schiffsbekämpfung wurden vier Einfachstarter für Anti-Schiff-Lenkwaffen vom Typ P-15 Termit (NATO-Code: SS-N-2 „Styx“) eingebaut. Die vier Starter liegen zwischen Rumpfmitte und Heck, die Flugkörper werden nach hinten gestartet. Die vier Gatlingkanonen vom Typ AK-630 wurden mittschiffs installiert, dafür mussten jedoch die beiden RBU-1000 entfernt werden. Die restliche Bewaffnung blieb unverändert.

### Rumpf
Der Rumpf blieb bis auf die Verlängerung um 2 m im Wesentlichen unverändert. Einzig die Wasserverdrängung nahm nochmals um einige Tonnen zu. Da kein neues Antriebssystem eingebaut wurde, dürfte dies auch der Hauptgrund für den Geschwindigkeitsverlust von etwa 3–5 Knoten sein. Die Reichweite blieb jedoch bei einer Geschwindigkeit von 18 Knoten bei etwa 3.500 Seemeilen.

### Aufbauten
Auch die Aufbauten wurden kaum verändert. Den größten Unterschied machten hier die diversen Radar- und Feuerleitsysteme für die neue Bewaffnung aus. Zusätzlich musste noch Platz geschaffen werden, um die Gatlingkanonen installieren zu können. An diesem Punkt mussten die beiden RBU-1000 weichen, da hier die Hauptaufbauten verbreitert werden sollten, um die vier Geschütztürme anzubringen.

## Einsatzbereitschaft
In der russischen Marine ist die Kaschin-Mod-Klasse mittlerweile außer Dienst gestellt worden; das letzte Schiff der Klasse wurde 2001 aus der Schwarzmeerflotte zurückgezogen.
Eines der Schiffe wurde 1988 an die polnische Marine verpachtet und später verkauft, wo es als Warszawa bis 2003 im aktiven Dienst stand und ab 2004 verschrottet wurde. Die an Indien verkauften fünf Schiffe stehen alle noch im Dienst.

## Belege und Verweise